# Geelwanglori
De geelwanglori (Saudareos meyeri synoniem: Trichoglossus flavoviridis meyeri) is een vogel uit de familie Psittaculidae (papegaaien van de Oude Wereld). De vogel werd in 1871 door Arthur Hay als aparte soort Trichoglossus Meyeri geldig beschreven en vernoemd naar de Duitse natuuronderzoeker Adolf Bernhard Meyer. Later werd de soort als ondersoort van de geelgroene lori beschouwd.

## Verspreiding en leefgebied
Deze soort komt voor in de bergen van Sulawesi. 

## Status
De grootte van de populatie is niet gekwantificeerd maar de soort wordt omschreven als plaatselijk algemeen. Op de Rode lijst van de IUCN heeft deze soort de status niet bedreigd.